# Oddziały karabinów maszynowych Cesarstwa Niemieckiego

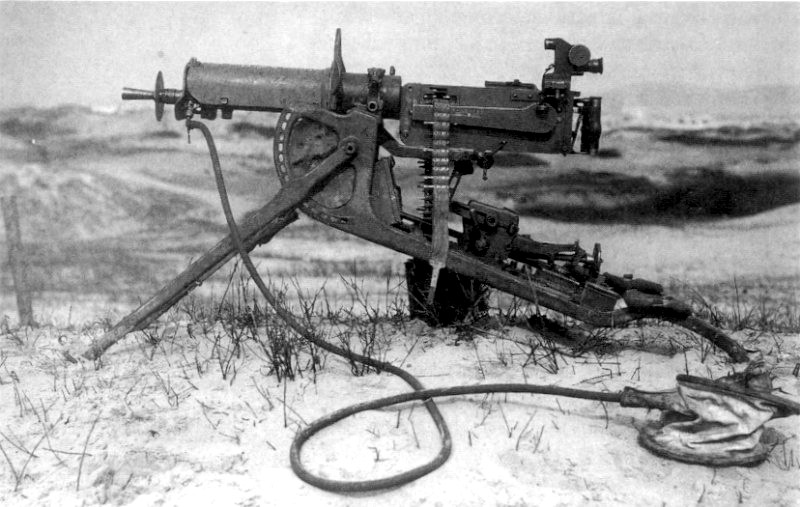
Niemiecki karabin maszynowy MG08

Oddziały karabinów maszynowych Cesarstwa Niemieckiego (Maschinengewehr-Abteilungen).
Obok nazw jednostek podano ich garnizony w 1914, daty sformowania oraz przydział do korpusów armijnych w 1914.

## Oddziały zwykłe

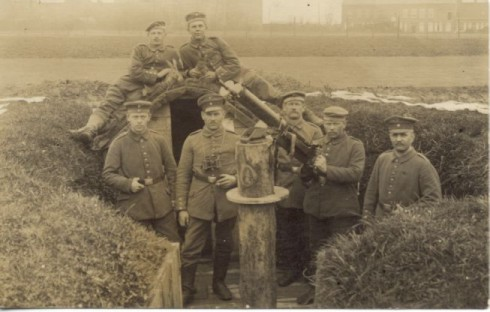
Żołnierze niemieccy przy stanowisku karabinu maszynowego, 1918

- 1 Oddział Karabinów Maszynowych Gwardii – Poczdam, sformowany 1901, Korpus Gwardii
- 2 Oddział Karabinów Maszynowych Gwardii – Berlin, sformowany 1902, Korpus Gwardii

- 1 Oddział Karabinów Maszynowych (Maschinengewehr-Abteilung Nr. 1) – Wrocław, sformowany 1900, VI Korpus Armijny
- 2 Oddział Karabinów Maszynowych (Maschinengewehr-Abteilung Nr. 2) – Trewir, sformowany 1901, XI Korpus Armijny
- 3 Oddział Karabinów Maszynowych (Maschinengewehr-Abteilung Nr. 3) – Saarburg, sformowany 1902, XXI Korpus Armijny
- 4 Oddział Karabinów Maszynowych (Maschinengewehr-Abteilung Nr. 4) – Toruń, sformowany 1901, XVII Korpus Armijny
- 5 Oddział Karabinów Maszynowych (Maschinengewehr-Abteilung Nr. 5) – Wystruć, sformowany 1902, I Korpus Armijny
- 6 Oddział Karabinów Maszynowych (Maschinengewehr-Abteilung Nr. 6) – Metz, sformowany 1904, XI Korpus Armijny
- 7 Oddział Karabinów Maszynowych (Maschinengewehr-Abteilung Nr. 7) – Paderborn, sformowany 1900, VII Korpus Armijny
- 8 Oddział Karabinów Maszynowych (Maschinengewehr-Abteilung Nr. 8) – Lipsk, sformowany 1903, XIX Korpus Armijny

## Oddziały forteczne

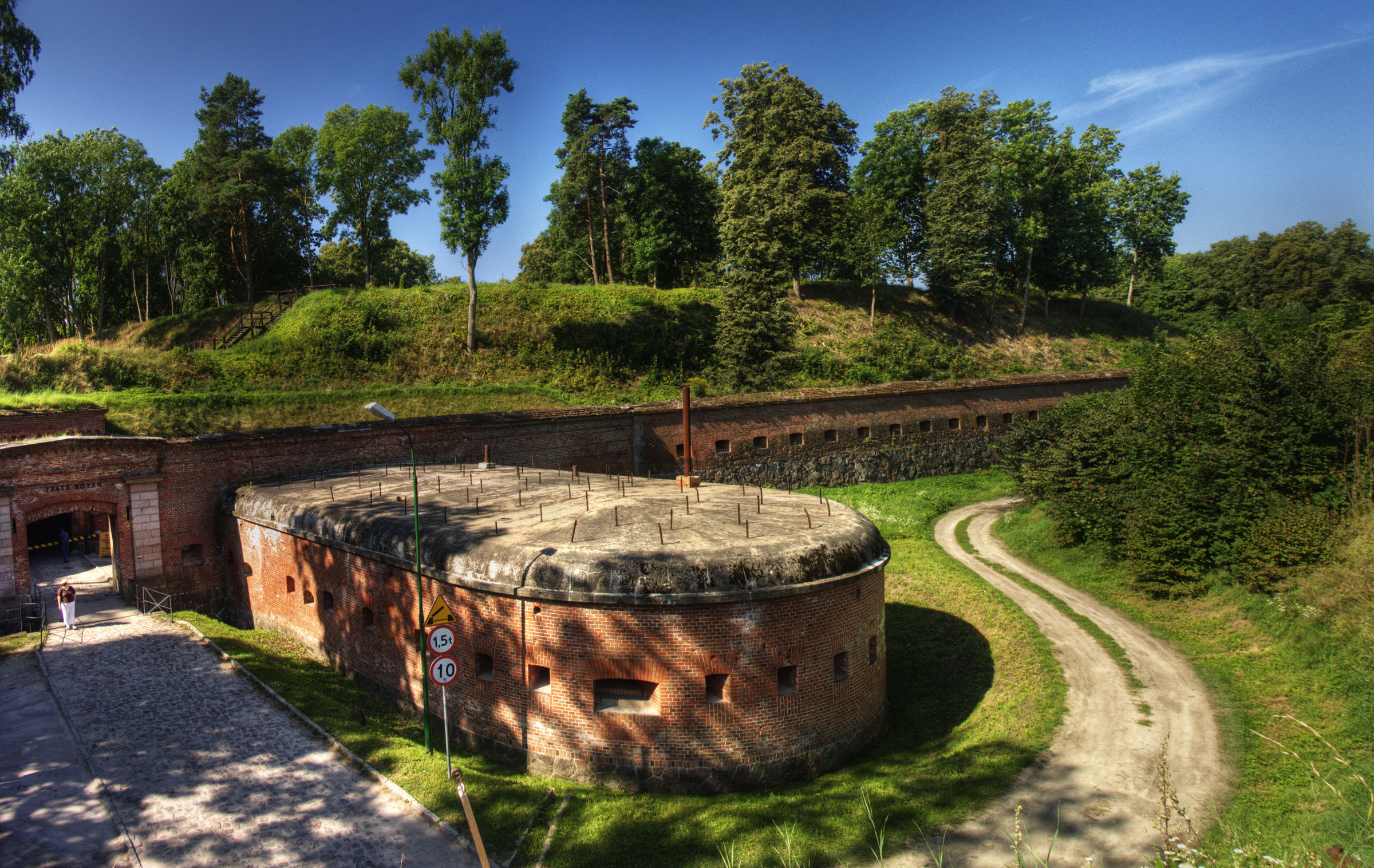
Twierdza Boyen, gdzie stacjonował
2 Forteczny Oddział Karabinów Maszynowych

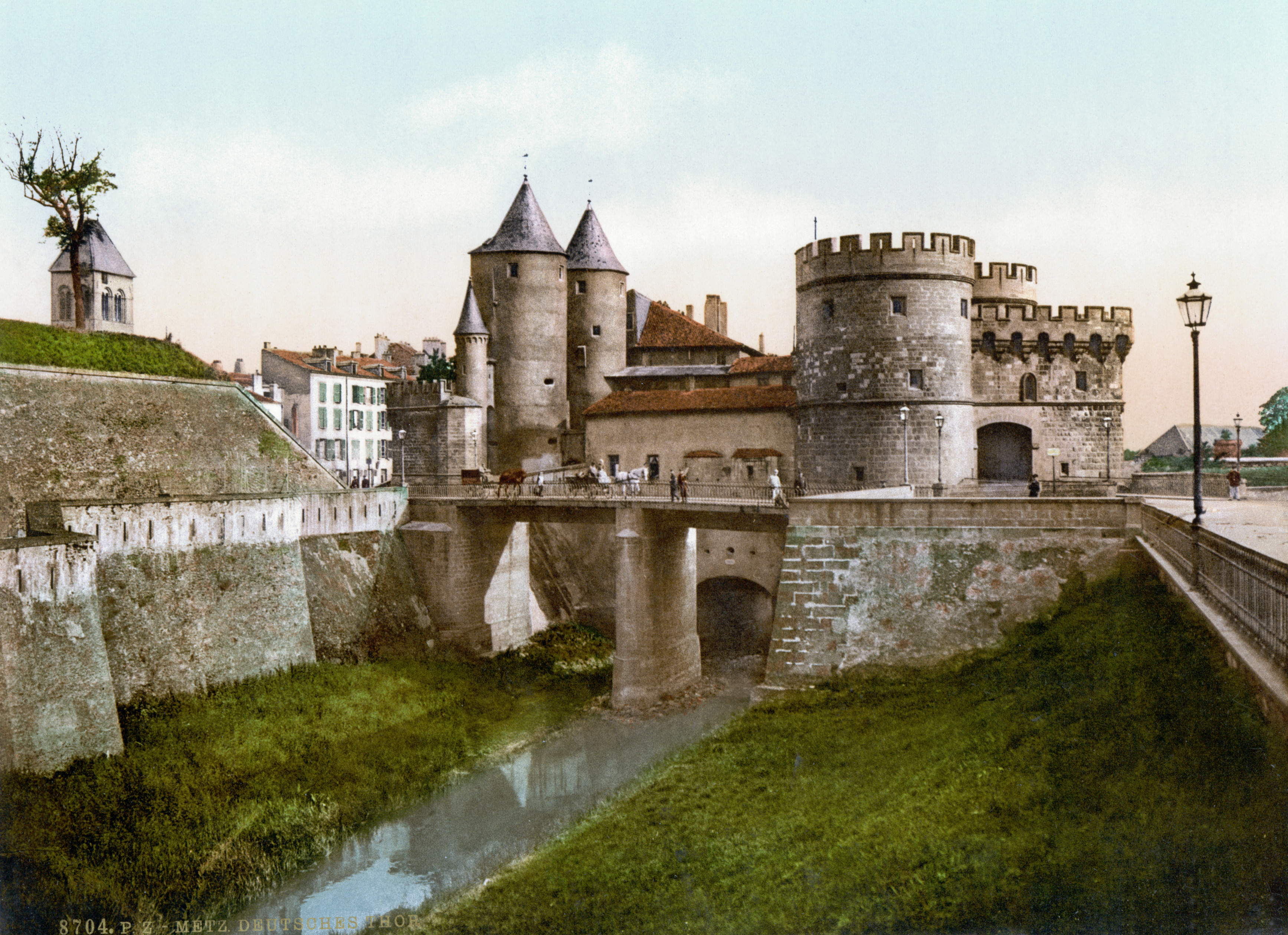
Fort niemiecki w Metz, gdzie stacjonowały 4 forteczne oddziały karabinów maszynowych (nr 12, 13, 14 i 15)

- 1 Forteczny Oddział Karabinów Maszynowych (Festungs-Maschinengewehr-Abteilung Nr. 1) – Królewiec, sformowany 1913, I Korpus Armijny
- 2 Forteczny Oddział Karabinów Maszynowych (Festungs-Maschinengewehr-Abteilung Nr. 2) – Giżycko (Twierdza Boyen), sformowany 1913, XX Korpus Armijny
- 3 Forteczny Oddział Karabinów Maszynowych (Festungs-Maschinengewehr-Abteilung Nr. 3) – Grudziądz, sformowany 1913, XVII Korpus Armijny
- 4 Forteczny Oddział Karabinów Maszynowych (Festungs-Maschinengewehr-Abteilung Nr. 4) – Grudziądz, sformowany 1913, XVII Korpus Armijny
- 5 Forteczny Oddział Karabinów Maszynowych (Festungs-Maschinengewehr-Abteilung Nr. 5) – Toruń, sformowany 1913, XVII Korpus Armijny
- 6 Forteczny Oddział Karabinów Maszynowych (Festungs-Maschinengewehr-Abteilung Nr. 6) – Poznań, sformowany 1913, V Korpus Armijny
- 7 Forteczny Oddział Karabinów Maszynowych (Festungs-Maschinengewehr-Abteilung Nr. 7) – Kolonia, sformowany 1913, IX Korpus Armijny
- 8 Forteczny Oddział Karabinów Maszynowych (Festungs-Maschinengewehr-Abteilung Nr. 8) – Moguncja, sformowany 1913, XVIII Korpus Armijny
- 9 Forteczny Oddział Karabinów Maszynowych (Festungs-Maschinengewehr-Abteilung Nr. 9) – Strasburg, sformowany 1913, XV Korpus Armijny
- 10 Forteczny Oddział Karabinów Maszynowych (Festungs-Maschinengewehr-Abteilung Nr. 10) – Mutzig, sformowany 1913, XV Korpus Armijny
- 11 Forteczny Oddział Karabinów Maszynowych (Festungs-Maschinengewehr-Abteilung Nr. 11) – Diedenhofen (Thionville), sformowany 1913, XVI Korpus Armijny
- 12 Forteczny Oddział Karabinów Maszynowych (Festungs-Maschinengewehr-Abteilung Nr. 12) – Metz, sformowany 1913, XVI Korpus Armijny
- 13 Forteczny Oddział Karabinów Maszynowych (Festungs-Maschinengewehr-Abteilung Nr. 13) – Metz, sformowany 1913, XVI Korpus Armijny
- 14 Forteczny Oddział Karabinów Maszynowych (Festungs-Maschinengewehr-Abteilung Nr. 14) – Metz, sformowany 1913, XVI Korpus Armijny
- 15 Forteczny Oddział Karabinów Maszynowych (Festungs-Maschinengewehr-Abteilung Nr. 15) – Metz, sformowany 1913, XVI Korpus Armijny